# Estadi del Gran Ull d'Oita
El Showa Denko Dome Ōita, conegut popularment com a Estadi del Gran Ull d'Ōita per la seva forma (en japonés: 大分スポーツ公園総合競技場), és un estadi de futbol de la ciutat d'Ōita, capital de la Prefectura d'Ōita, al Japó. Per raons de patrocini actualment se'l coneix com a Ōita Bank Dome (en japonès: 大分銀行ドーム) i entre 2006 i 2010 va rebre el nom de Kyūshū Oil Dome (en japonès: 九州石油ドーム).
És l'estadi on juga de local l'Ōita Trinita en la J-League. És un dels estadis on es va disputar la Copa del Món de futbol 2002 i la Copa del Món de Rugbi de 2019.

## Referències

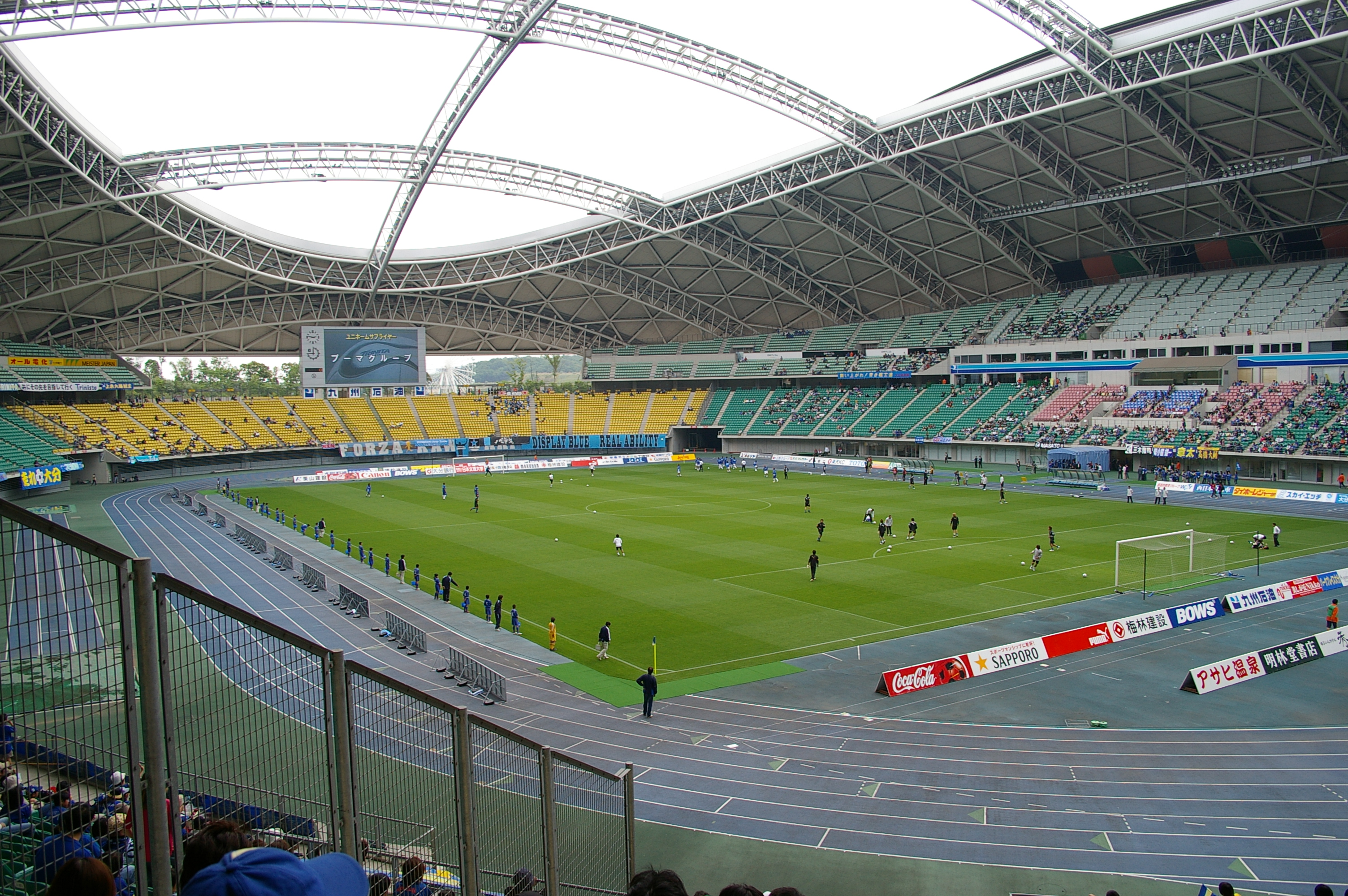
Vista interior de l'estadi.